# Колебринчони (Л'Аквила)
Колебринчони (итал. Collebrincioni) је насеље у Италији у округу Л'Аквила, региону Абруцо.
Према процени из 2011. у насељу је живело 543 становника. Насеље се налази на надморској висини од 1093 м.